# Semioscopis albella
Semioscopis albella är en fjärilsart som beskrevs av Émile Blanchard 1852. Semioscopis albella ingår i släktet Semioscopis. Enligt Dyntaxa ingår släktet Semioscopis i familjen plattmalar, (Depressariidae), men enligt Catalogue of Life är tillhörigheten istället familjen praktmalar,(Oecophorida).